# Шумроватый
Шумроватый — хутор в Среднеахтубинском районе Волгоградской области России. Входит в состав Куйбышевского сельского поселения.

## География
находится у ерика Шумроватый, вблизи озера Широкогорлое.
Уличная сеть
ул. Дорожная, ул. Зеленая, ул. Полевая, пер. Степной, пер. Овражный 
Географическое положение
Расстояние до:
районного центра Средняя Ахтуба: 10 км.
областного центра Волгоград: 28 км.
Ближайшие населённые пункты
Кочетково 2 км, Суходол 2 км, Чапаевец 3 км, Ясная Поляна 4 км, Невидимка 4 км, Максима Горького 4 км, Красный 4 км, Первомайский 4 км, Маляевские Дачи 6 км, Каширин 6 км, Куйбышев 6 км, Красный Сад 6 км, Стахановец 7 км, Калинина 7 км, Вязовка 8 км, Репино 8 км, Булгаков 9 км, Заяр 9 км, Рыбак 10 км, Средняя Ахтуба 10 км, Сотов 10 км

## Население
| 2010 |
| ---- |
| 63   |